# FIBA European Championship 1993-1994
La FIBA Euro League 1993-1994 (o Coppa dei Campioni 1993-1994) venne vinta dagli spagnoli del Club Joventut de Badalona, al primo successo della loro storia nella manifestazione.

## Risultati

### Primo turno
| Squadra 1        | Totale  | Squadra 2            | Andata | Ritorno |
| ---------------- | ------- | -------------------- | ------ | ------- |
| Cluj             | 145-202 | RTI Minsk            | 74-94  | 71-108  |
| KK Rabotnički    | 152-135 | Honvéd               | 73-61  | 79-74   |
| BK Brocēni       | 203-190 | KTP-Basket           | 110-92 | 93-98   |
| Pezinok          | 151-167 | Bellinzona           | 79-76  | 72-91   |
| Budivelnyk       | 143-169 | Guildford Kings      | 58-84  | 85-85   |
| Rés. Walferdange | 130-180 | USK Praha            | 67-94  | 63-86   |
| Kalev            | 0-40    | KK Split             | 0-20   | 0-20    |
| Vllaznia         | 130-172 | UKJ SÜBA St. Pölten  | 60-94  | 70-78   |
| Hapoel Tel Aviv  | 150-152 | SL Benfica           | 83-75  | 67-87   |
| CSKA             | 147-154 | Union Olimpija       | 85-65  | 62-89   |
| EBBC Den Bosch   | 170-167 | Śląsk Wrocław        | 87-82  | 83-85   |
| Keflavík         | 162-252 | Žalgiris             | 98-128 | 64-124  |
| BK Levski Sofia  | 178-174 | Achilléas Kaïmaklíou | 109-91 | 69-83   |

### Sedicesimi di finale
| Squadra 1           | Totale  | Squadra 2              | Andata  | Ritorno |
| ------------------- | ------- | ---------------------- | ------- | ------- |
| RTI Minsk           | 88-127  | Barcellona             | 88-107  | 0-20    |
| KK Rabotnički       | 163-177 | Pau-Orthez             | 74-86   | 89-91   |
| BK Brocēni          | 148-169 | Joventut Badalona      | 79-81   | 69-88   |
| Bellinzona          | 180-194 | Cantù                  | 105-104 | 75-90   |
| Guildford Kings     | 151-149 | Hapoel Galil Elyon     | 86-78   | 65-71   |
| USK Praha           | 148-185 | Treviso                | 75-88   | 73-97   |
| KK Split            | 132-146 | Racing Basket Mechelen | 72-63   | 60-83   |
| UKJ SÜBA St. Pölten | 156-179 | KK Cibona              | 78-85   | 78-94   |
| SL Benfica          | 163-154 | Union Olimpija         | 87-63   | 76-91   |
| EBBC Den Bosch      | 144-168 | Bayer Leverkusen       | 84-83   | 60-85   |
| Žalgiris            | 132-134 | Efes Pilsen            | 60-77   | 72-57   |
| BK Levski Sofia     | 147-165 | Panathinaikos          | 68-84   | 79-81   |

- Passano automaticamente agli ottavi di finale:
  -  Limoges
  -  Real Madrid
  -  Virtus Bologna
  -  Olympiakos

### Ottavi di finale

#### Gruppo A
|    | Squadra                | P  | G  | V  | P  | PF   | PS   |
| -- | ---------------------- | -- | -- | -- | -- | ---- | ---- |
| 1. | Olympiakos             | 25 | 14 | 11 | 3  | 1047 | 897  |
| 2. | Real Madrid            | 23 | 14 | 9  | 5  | 1123 | 978  |
| 3. | Limoges                | 23 | 14 | 9  | 5  | 1013 | 979  |
| 4. | Barcellona             | 22 | 14 | 8  | 6  | 1132 | 1067 |
| 5. | Racing Basket Mechelen | 22 | 14 | 8  | 6  | 1040 | 1072 |
| 6. | Treviso                | 21 | 14 | 7  | 7  | 1085 | 1072 |
| 7. | Bayer Leverkusen       | 18 | 14 | 4  | 10 | 1022 | 1045 |
| 8. | Guildford Kings        | 14 | 14 | 0  | 14 | 889  | 1241 |

#### Gruppo B
|    | Squadra           | P  | G  | V  | P  | PF   | PS   |
| -- | ----------------- | -- | -- | -- | -- | ---- | ---- |
| 1. | Efes Pilsen       | 25 | 14 | 10 | 4  | 1005 | 957  |
| 2. | Panathinaikos     | 23 | 14 | 9  | 5  | 1076 | 1024 |
| 3. | Joventut Badalona | 23 | 14 | 9  | 5  | 1116 | 1026 |
| 4. | Virtus Bologna    | 22 | 14 | 9  | 5  | 1139 | 1017 |
| 5. | KK Cibona         | 22 | 14 | 9  | 5  | 1126 | 1069 |
| 6. | SL Benfica        | 21 | 14 | 5  | 9  | 1016 | 1093 |
| 7. | Pau-Orthez        | 18 | 14 | 3  | 11 | 1044 | 1155 |
| 8. | Cantù             | 14 | 14 | 2  | 12 | 1011 | 1192 |

### Quarti di finale
| Squadra 1         | Totale | Squadra 2     | Gara 1 | Gara 2 | Gara 3 |
| ----------------- | ------ | ------------- | ------ | ------ | ------ |
| Virtus Bologna    | 1-2    | Olympiakos    | 77-64  | 69-89  | 62-65  |
| Joventut Badalona | 2-0    | Real Madrid   | 88-69  | 71-67  | -      |
| Barcellona        | 2-1    | Efes Pilsen   | 54-50  | 64-73  | 76-62  |
| Limoges           | 1-2    | Panathinaikos | 75-68  | 48-59  | 73-87  |

### Final four
La Final four è stata organizzata presso la Yad-Eliyahu Arena di Tel Aviv, dal 19 al 21 aprile 1994.
|  | Semifinali        | Semifinali        | Semifinali        |                   |            | Finale          | Finale          | Finale          |  |
|  |                   |                   |                   |                   |            |                 |                 |                 |  |
|  | Olympiakos        | Olympiakos        | 77                |                   |            |                 |                 |                 |  |
|  | Olympiakos        | Olympiakos        | 77                |                   |            |                 |                 |                 |  |
|  | Panathīnaïkos     | Panathīnaïkos     | 72                |                   |            |                 |                 |                 |  |
|  | Panathīnaïkos     | Panathīnaïkos     | 72                |                   | Olympiakos | Olympiakos      | 57              |                 |  |
|  |                   |                   |                   |                   | Olympiakos | Olympiakos      | 57              |                 |  |
|  |                   |                   | Joventut Badalona | Joventut Badalona | 59         |                 |                 |                 |  |
|  | Joventut Badalona | Joventut Badalona | Joventut Badalona | Joventut Badalona | 59         | 79              |                 |                 |  |
|  | Joventut Badalona | Joventut Badalona |                   |                   |            | 79              |                 |                 |  |
|  | Barcellona        | Barcellona        | 65                |                   |            | Finale 3º posto | Finale 3º posto | Finale 3º posto |  |
|  | Barcellona        | Barcellona        | 65                |                   |            |                 |                 |                 |  |
|  |                   |                   |                   |                   |            |                 |                 |                 |  |
|  |                   |                   |                   |                   |            | Panathīnaïkos   | Panathīnaïkos   | 100             |  |
|  |                   |                   |                   |                   |            | Panathīnaïkos   | Panathīnaïkos   | 100             |  |
|  |                   |                   |                   |                   |            | Barcellona      | Barcellona      | 83              |  |

| Coppa dei Campioni 1993-1994 |
| ---------------------------- |
| Joventut Badalona 1º titolo  |

## Formazione vincitrice
|    | Naz.                   | Ruolo | Sportivo             | Anno |  |  |  |
| -- | ---------------------- | ----- | -------------------- | ---- |  |  |  |
| 4  | Spagna (bandiera)      | A     | Dani Pérez           | 1969 |  |  |  |
| 5  | Spagna (bandiera)      | P     | Rafael Jofresa       | 1966 |  |  |  |
| 6  | Spagna (bandiera)      | P     | Tomás Jofresa        | 1970 |  |  |  |
| 8  | Spagna (bandiera)      | GA    | Jordi Villacampa     | 1963 |  |  |  |
| 9  | Spagna (bandiera)      | P     | Iván Corrales        | 1974 |  |  |  |
| 10 | Stati Uniti (bandiera) | AG    | Corny Thompson       | 1960 |  |  |  |
| 12 | Spagna (bandiera)      | C     | Juan Antonio Morales | 1969 |  |  |  |
| 13 | Spagna (bandiera)      | C     | Ferrán Martínez      | 1968 |  |  |  |
| 14 | Spagna (bandiera)      | C     | Alfonso Albert       | 1973 |  |  |  |
| 15 | Stati Uniti (bandiera) | AP    | Mike Smith           | 1963 |  |  |  |
|    | Jugoslavia (bandiera)  | All.  | Željko Obradović     |      |  |  |  |